# 17851 Kaler
17851 Kaler (1998 JK) là một tiểu hành tinh vành đai chính được phát hiện ngày 1 tháng 5 năm 1998 bởi NEAT ở Haleakala.